# Vasilij Blochin
Vasilij Blochin (ryska: Васи́лий Миха́йлович Блохи́н), född 7 januari 1895 i guvernementet Vladimir, död 3 februari 1955 i Moskva, var en sovjetisk generalmajor. Han var NKVD:s chefsbödel och förde befäl över en exekutionspatrull som deltog i massavrättningar under den stora terrorn och andra världskriget. Blochin avrättade personligen flera av de mest kända åtalade vid Stalins skenrättegångar, bland andra Michail Tuchatjevskij, Genrich Jagoda och Nikolaj Jezjov, men även tusentals bönder och arbetare. I samband med Katynmassakern 1940 avrättade han drygt 7 000 polska officerare med nackskott.

## Katynmassakern
I april 1940 avrättade Blochin drygt 7 000 polska krigsfångar från lägret Ostasjkov. Det rörde sig i huvudsak om militärer och poliser som hade tagits till fånga efter den sovjetiska invasionen 1939. Avrättningarna ägde rum i ett för ändamålet specialkonstruerat källarrum i Kalinin (dagens Tver).